# Stazione di Cogoleto
Stazione di Cogoleto vasútállomás Olaszországban, Cogoleto településen.

## Vasútvonalak
Az állomást az alábbi vasútvonalak érintik:
- Genova–Ventimiglia-vasútvonal

## Kapcsolódó állomások
A vasútállomáshoz az alábbi állomások vannak a legközelebb:
- Stazione di Varazze
- Arenzano vasútállomás
- Stazione di Arenzano (1868)
- Stazione di Varazze (1868)